# Ретикон
Ретикон или Хребет Альпштейн (нем. Rätikon) — горный хребет в Восточных Альпах, расположенный на территории австрийской провинции Форарльберг, швейцарского кантона Граубюнден и Лихтенштейна. Геологическая граница между Западными и Восточными Альпами. Простирается от Валгау на севере до Преттигау на юге, от Монтафона на западе до Рейна на востоке.
Наиболее высокие горы:
- Шезаплана — 2964 м
- Шильтфлу — 2890 м
- Панюэлер — 2859 м
- Друзентфлу — 2829 м
- Мадризахорн — 2830 м
- Зульцфлу — 2820 м
- Цимбашпитце — 2643 м
- Фордер Граушпитц — 2599 м
- Фалькнис — 2566 м
- Наафкопф — 2571 м
- Хорншпитце — 2537 м
- Филан — 2376 м
- Сассауна — 2308 м

## Галерея

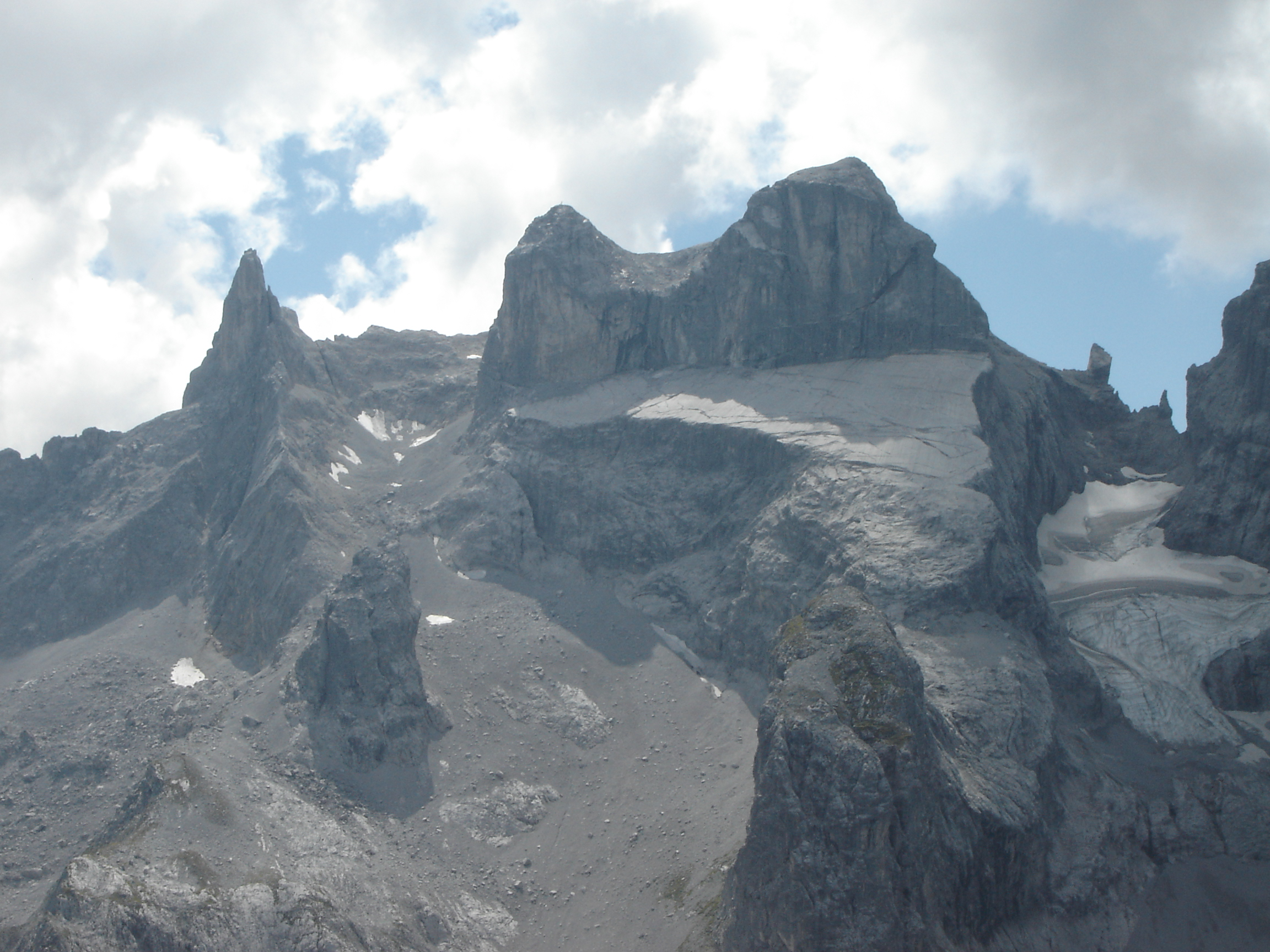
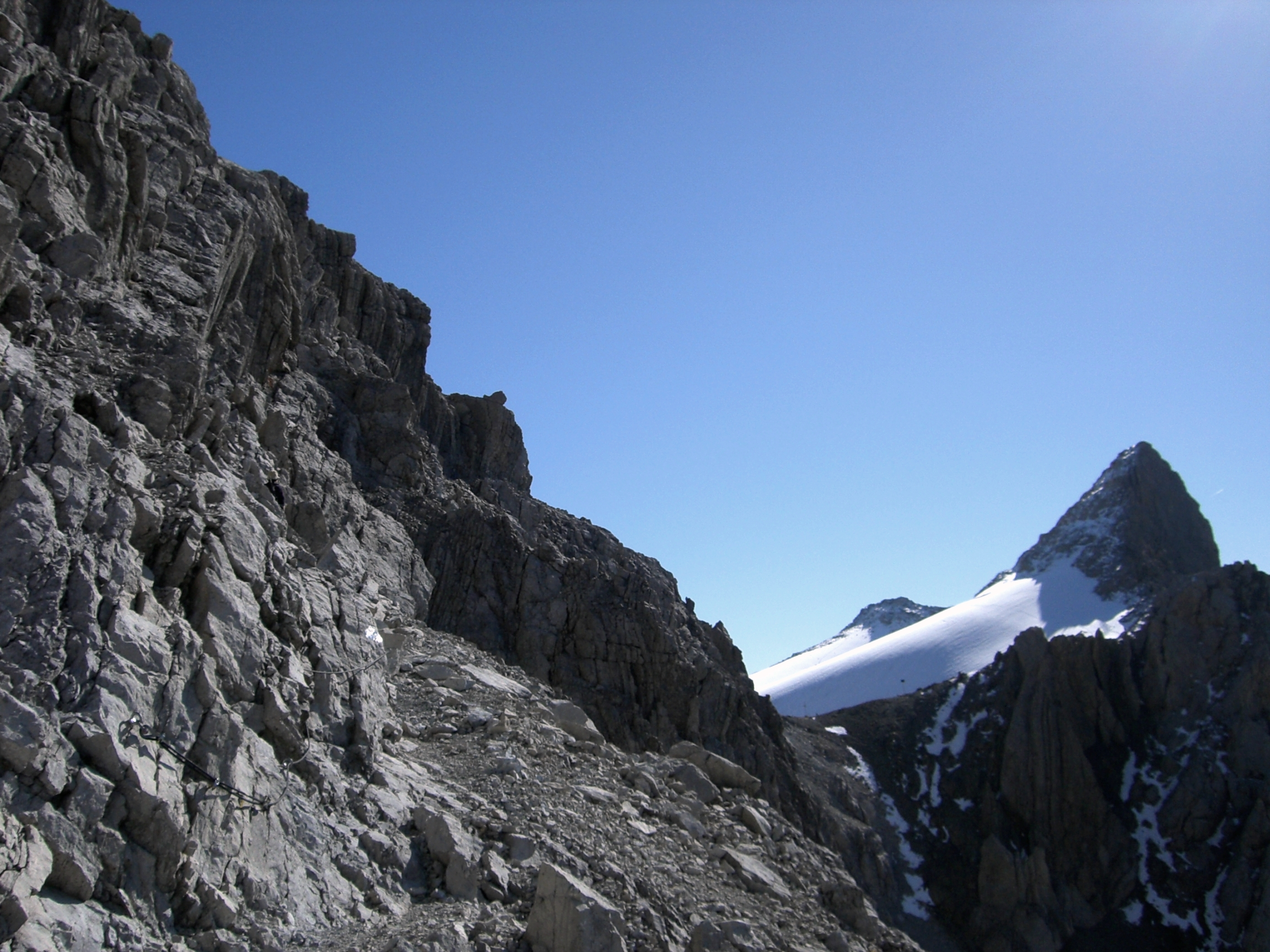
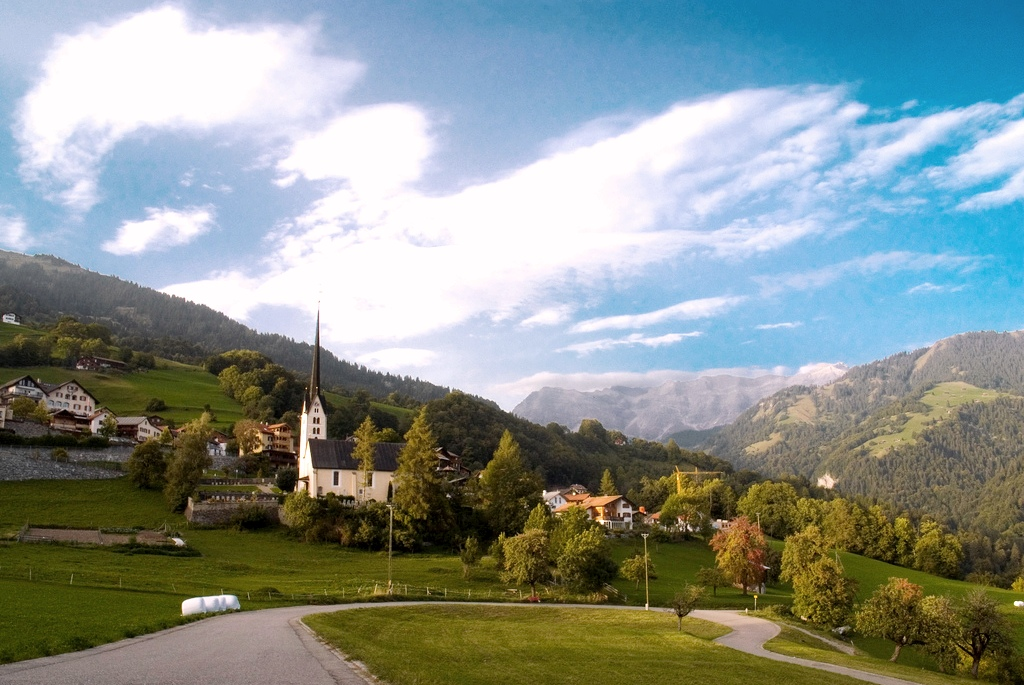